# Hyung Jin Moon
Hyung Jin Moon, född 1979 i Tarrytown, New York, även känd som Sean Moon är son till Sun Myung Moon och andlig ledare för World Peace and Unification Sanctuary (ofta kallad Sanctuary Church) i Newfoundland, Pennsylvania. Hyung Jin Moons församling som grundades 2013, ett år efter Sun Myung Moon död, är en inofficiell utbrytning ur Familjefederationen för Världsfred och Enighet.

## Utbrytning ur Familjefederationen för Världsfred och Enighet
Efter Sun Myung Moons bortgång 2012 utbröt en dispyt mellan Hyung Jin Moon och hans mor Hak Ja Han om vem som skulle ta över ledarskapet för Familjefederationen för Världsfred och Enighet. Enligt Hyung Jin Moon hade hans far utsett honom till kyrkans arvtagare 3 gånger men Hak Ja Han ansåg att hon var den rättmätige ledare av kyrkan. Dispyten ledde till att Hyung Jin Moon flyttade till Pennsylvania med sin bror 2013 där han grundade World Peace and Unification Sanctuary och Rod of Iron Ministries. Sedan 2015 har Hyung Jin Moon anklagat sin mor för att ha "utsett sig själv till gud" och skrivit om Sun Myung Moons teologi. Hyung Jin Moon kallade henne även för "Horan i Babylon".

## Sanctuary Church
Sanctuary Church uppskattas ha några hundra församlingsmedlemmar. 2021 köpte kyrkan ett 40 acre (16.18 hektar) stort markområde i Thornton, Texas som de döpt till Liberty Rock där de planerar att ha sitt högkvarter och skydda sina medlemmar från det annalkande kriget mot amerikanska patrioter som de tror kommer startas av djupa staten.
Hyung Jin Moon, hans fru och bror var närvarande vid stormningen av Kapitolium 2021. Dock begav de sig aldrig in i själva kapitoliumbyggnaden.

### Vapenceremonier
2018 uppmanade Hyung Jin Moon sina församlingsmedlemmar att ta med sig sina AR-15-gevär till kyrkan för en välsignelseceremoni för gifta par. Ceremonin fick uppmärksamhet i media eftersom den utfördes 2 veckor efter skolskjutningen i Parkland, Florida där gärningsmannen använde samma typ av vapen. Gevären representerar järnstaven i uppenbarelseboken enligt Moon. Vid en festival 2019 anordnad av kyrkan sa Moon att "Jesus var en vapentillverkare". Hyung Jin Moons äldre bror Kook Jin Moon är också aktiv i kyrkan och äger vapentillverkaren Kahr Arms.